# Saint-Angel, Allier
Saint-Angel är en kommun i departementet Allier i regionen Auvergne-Rhône-Alpes i de centrala delarna av Frankrike. Kommunen ligger  i kantonen Montluçon-Est (4e Canton) som ligger i arrondissementet Montluçon. År 2022 hade Saint-Angel 753 invånare.

## Befolkningsutveckling
Antalet invånare i kommunen Saint-Angel
Referens: INSEE